# Stato sociale negli Stati Uniti d'America

Emblema della Social Security Administration, principale agenzia governativa federale che si occupa del welfare degli Stati Uniti.

Lo stato sociale degli Stati Uniti consiste in un insieme di programmi federali e dei singoli stati federati che vanno dall'assistenza monetaria, alle assicurazioni sanitarie, all'assistenza abitativa e di altro tipo.
Al 2019 il budget federale per tutti i programmi sociali era di 2980 miliardi di $, di cui 773 miliardi per programmi means-tested (con "verifica dei mezzi", cioè che prevedono una verifica della soddisfazione di alcuni requisiti da parte del cittadino, come ad esempio l'avere un reddito basso).

## Storia

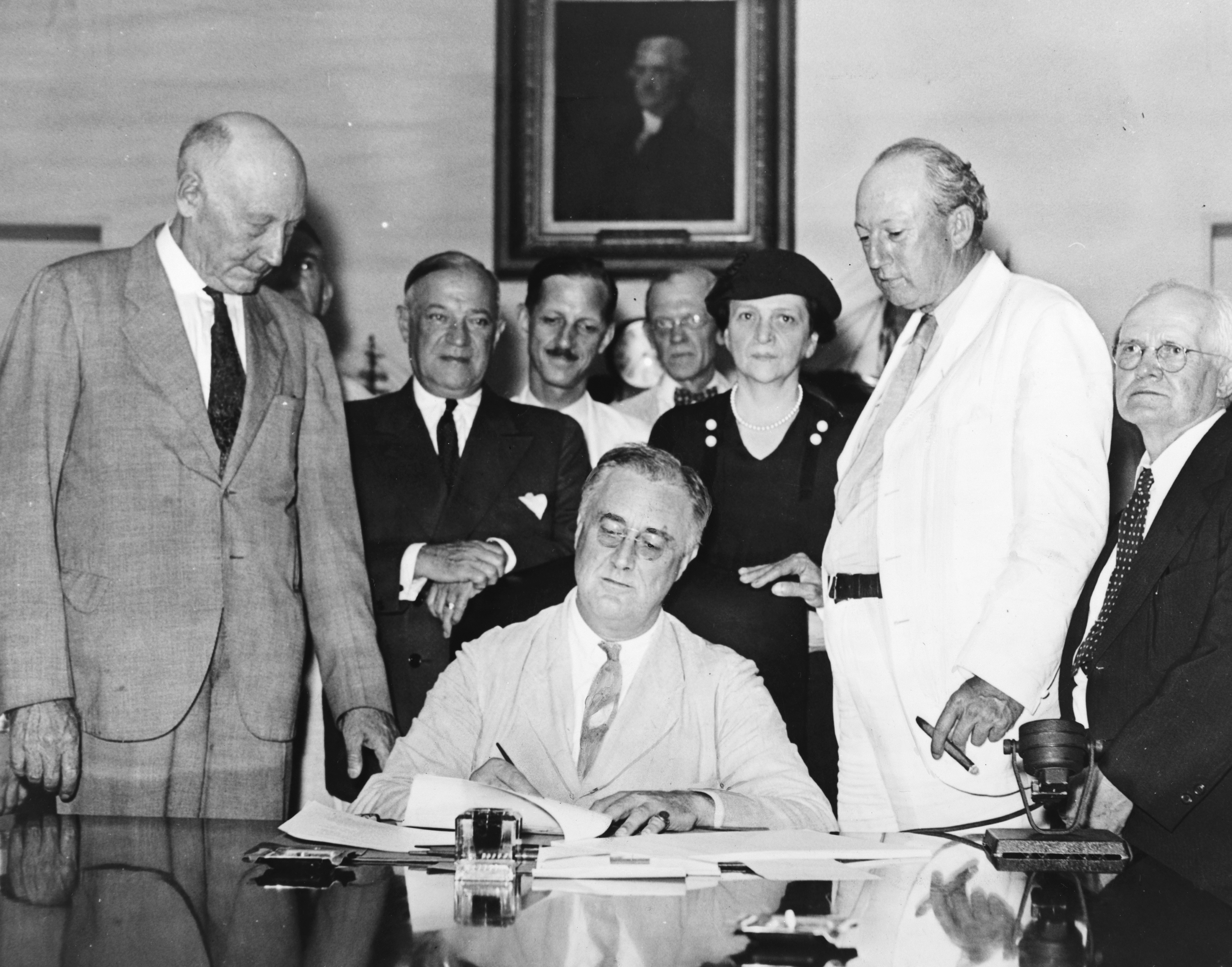
Il presidente Roosevelt firma la Legge sulla Sicurezza Sociale, il 14 agosto 1935.

Dopo i primi sporadici tentativi di istituire programmi temporanei di assistenza sociale durante la seconda metà dell'Ottocento e dopo la prima guerra mondiale, con l'inizio della grande depressione a seguito del crash di Wall Street del 1929 si rese necessario intervenire a livello federale, poiché il basarsi sulle organizzazioni caritatevoli private non bastava più.
Con l'elezione di Roosevelt, si inaugurò un nuovo modo di fare politica sociale: dopo l'istituzione dei CCC nel marzo 1933, viene approvata la Social Security Act nell'agosto 1935, che istituì diversi programmi principalmente curati dalla Social Security Administration.
Nel corso dei decenni successivi i provvedimenti di Roosevelt furono notevolmente ampliati, soprattutto a metà anni '60 dal presidente Johnson, che creò il Medicare e il Medicaid.
A metà anni '90, a seguito degli ingenti cambiamenti politici avvenuti nei due grandi partiti statunitensi (tra cui l'affermazione delle reaganomics e della rivoluzione repubblicana del 1994 da una parte, oltre a quella moderata dei New Democrats dall'altra, che spinsero i politologi a parlare di un nuovo party system) si giunse ad elaborare una riforma bipartisan del welfare, che venne approvata nel 1996, riducendo nettamente la platea di beneficiari di vari sussidi negli anni seguenti.

### Cronologia generale
- Social Security Act (SSA) del 1935, che istituì i primi programmi di vero welfare a livello federale.
- Aid to Families With Dependent Children (AFDC) istituito nel 1940.
- Economic Opportunity Act del 1964, la legge principale del programma della Great society e della guerra alla povertà.
- Older Americans Act del 14 luglio 1965, istituente il primo programma federale di assistenza per gli anziani.
- Social Security Act - Titolo XVIII del 30 luglio 1965, che istituisce il Medicare e il Medicaid.[4]
- Personal Responsibility and Work Opportunity Act (PRWORA) del 1996, che riformò il welfare in senso restrittivo.
- Affordable Care Act (ACA, noto anche come "Obamacare") del 2010, che ha esteso la copertura sanitaria a molti cittadini in più.

## Suddivisione
Budget totale per tutti i programmi sociali degli Stati Uniti d'America:
| Budget federale del 2019 (in miliardi di dollari)                   | Budget federale del 2019 (in miliardi di dollari) |
| Programma:                                                          | Budget:                                           |
| ------------------------------------------------------------------- | ------------------------------------------------- |
| SANITÀ - Medicaid                                                   | 405                                               |
| SANITÀ - Medicare (Parte D)                                         | 25                                                |
| SANITÀ - CHIP                                                       | 18                                                |
| SANITÀ - Altro                                                      | 49                                                |
| ASSISTENZA - EITC & deduzioni per figli (RCC)                       | 87                                                |
| ASSISTENZA - SNAP                                                   | 65                                                |
| ASSISTENZA - SSI                                                    | 56                                                |
| ASSISTENZA - Supporto alle famiglie & per la nutrizione dei bambini | 56                                                |
| ALTRO - Pell grants                                                 | 7                                                 |
| ALTRO - Pensioni ai veterani di guerra                              | 5                                                 |
| Totale programmi means-tested                                       | 773                                               |
| Social Security OASDI                                               | ND.                                               |
| Medicare                                                            | ND.                                               |
| Totale programmi non-means-tested                                   | 2207                                              |
| TOTALE                                                              | 2980                                              |

## Analisi
Secondo alcuni esperti statunitensi l'introduzione di uno stato sociale sarebbe stato in generale positiva, sebbene vi sia un ampio dibattito sui suoi effetti.
Con la riforma del welfare del 1996 sono stati introdotti i test antidroga per chi chiede di beneficiare di varie misure assistenziali e ciò è causa di dibattito.